# Mahakam jezici
Mahakam jezici (noviji naziv barito-mahakam), podskupina baritskih jezika, malajsko-polinezijske porodice, kojima govore plemena Tunjung Dayak i Ampanang a obuhvaća svega dva jezika (tunjung) i (ampanang) kojima govore spomenuta plemena. Ampananga ima oko 30.000 i žive nedaleko gradova Jambu i Lamper na jugu Bornea u Indoneziji. Drugo pleme Tunjung Dayak ima populaciju od 50,000 (1981 Wurm and Hattori); 77.000 (2008).

## Vanjske poveznice
- Ethnologue (14th)
- Ethnologue (15th)